# ロータス・T128
ロータス・T128 (Lotus T128) は、チーム・ロータスが2011年のF1世界選手権参戦用に開発したフォーミュラ1カー。設計責任者はマイク・ガスコイン。2011年の開幕戦から最終戦まで実戦投入された。

## 概要
2011年1月26日に、2011年シーズン用のマシンとしてTL11を1月31日に発表することを公表した。しかし、1月31日に発表された時には、昨年の名称を引き継いだT128へと変更された。
バレンシア・サーキットでの合同テスト2日目（2月2日）に、ヘイキ・コバライネンによって初走行が行われた。なお、初走行担当ドライバーはコイントスで決められた。
突貫作業で開発された処女作T127に比べ、T128は空力デザインが標準的なレベルに近づいた。昨シーズンからの継続となるハイノーズと幅広のフロントウィング、前年にメルセデス・MGP W01が採用した支柱により分断された形のインダクションポッドが特徴となっている。本拠地に建設中の風洞が完成するまで、ウィリアムズの風洞の1基を借りる契約を結んだ。
エンジンはコスワースからルノー製へ、ギアボックスとハイドロリックシステムはX-tracからレッドブル・テクノロジー製のものへ変更される。
開幕戦ではKERSを搭載しないが、シーズン後半で必要になれば搭載する方針であるとした。結局、KERSの搭載は実行されなかったが、ルノーやレッドブルとの契約を延長し、2012年からKERSの供給も受けることになった。
チームは4月にイギリスの自動車メーカーケータハムカーズを買収し、シーズン中盤からサイドポッドにケータハムのロゴを入れるようになった。
開幕から不振が続いたヤルノ・トゥルーリは、パワーステアリングのフィードバックに問題があると訴え、「まるで目隠しされてドライブしているようだ」と漏らした。チームはハンガリーGPから新システムを投入し、トゥルーリもその感触に満足した。
チームメイトのヘイキ・コバライネンは予選Q2に3回進出し、既存チームを抑えてのフィニッシュは5回に達した。ラップタイムも開幕戦では直近の既存チームに約2秒の差をつけられていたが、終盤戦では0.5秒ほどまでに縮まった。これはKERSを搭載していればリカバーできるだけの僅差であり、コバライネンのドライバーとしての技量とマシンの着実な進化を示すこととなった。

## スペック

### シャーシ
- シャーシ名 T128[8]
- シャーシ構造 カーボンファイバーモノコック
- 全長 約5,000mm
- 全高 950mm
- クラッチ APカーボン・マルチプレート
- ホイールベース 3,000mm以上
- ブレーキキャリパー AP
- ブレーキディスク・パッド ヒトコ
- ダンパー ペンスキー・マルチマチック
- ホイール BBSチーム・ロータス仕様
- タイヤ ピレリ
- ギアボックス レッドブル・テクノロジー製
- コックピット機器 MES
- 冷却システム チーム・ロータス
- ステアリング チーム・ロータス
- ドライバーシート チーム・ロータス
- シートベルト シュロス
- 消火システム FEV
- 燃料セル ATL
- バッテリー ユアサ

### エンジン
- エンジン名 ルノーRS27-2011
- 燃料 トタル
- 潤滑油 N/A

## 記録
| 年   | No. | ドライバー   | 1   | 2   | 3   | 4   | 5   | 6   | 7   | 8   | 9   | 10  | 11  | 12  | 13  | 14  | 15  | 16  | 17  | 18  | 19  | ポイント | ランキング |
| 年   | No. | ドライバー   | AUS | MAL | CHN | TUR | ESP | MON | CAN | EUR | GBR | GER | HUN | BEL | ITA | SIN | JPN | KOR | IND | ABU | BRA | ポイント | ランキング |
| ---- | --- | ------------ | --- | --- | --- | --- | --- | --- | --- | --- | --- | --- | --- | --- | --- | --- | --- | --- | --- | --- | --- | -------- | ---------- |
| 2011 | 20  | コバライネン | Ret | 15  | 16  | 19  | Ret | 14  | Ret | 19  | Ret | 16  | Ret | 15  | 13  | 16  | 18  | 14  | 14  | 17  | 16  | 0        | 10位       |
| 2011 | 21  | トゥルーリ   | 13  | Ret | 19  | 18  | 18  | 13  | 16  | 20  | Ret |     | Ret | 14  | 14  | Ret | 19  | 17  | 19  | 18  | 18  | 0        | 10位       |
| 2011 | 21  | チャンドック |     |     |     |     |     |     |     |     |     | 20  |     |     |     |     |     |     |     |     |     | 0        | 10位       |

- 太字はポールポジション、斜字はファステストラップ。NCは周回数不足。(key)